# Trinidadstadion
Het Guillermo Prospero Trinidadstadion (officieel Compleho Deportivo Guillermo Prospero Trinidad) is een multifunctioneel sportstadion op Aruba.
Het stadion is gelegen in de wijk Dakota in Oranjestad en is genoemd naar Guillermo Prospero Trinidad, een politicus uit deze wijk. Tot 1994 was het stadion genoemd naar Koningin Wilhelmina. Het stadion heeft een capaciteit van ongeveer 5000 toeschouwers en wordt onder andere gebruikt voor atletiek, voetbal en hockey. 